# Wyspa Zawadowskiego
Wyspa Zawadowskiego – wyspa wulkaniczna położona na Oceanie Południowym. Jest najbardziej wysuniętą na północ wyspą z archipelagu Sandwich Południowy.
Wyspa ma średnicę ok. 5 km i wysokość 551 m n.p.m. Szczyt wyspy stanowi aktywny wulkan zwany Górą Curry. Zamieszkuje ją jedna z największych na świecie kolonii pingwinów antarktycznych licząca około miliona par. Wyspa została odkryta 24 grudnia 1819 podczas rosyjskiej wyprawy dookoła świata (1819–1821), kierowanej przez kapitana Fabiana Gottlieba von Bellingshausena, podjętej na statkach „Wostok” i „Mirnyj”. Nazwa wyspy pochodzi od nazwiska kapitana statku „Wostok” – Iwana Zawadowskiego.